# De Onvermoeide
De Onvermoeide is een ronde stenen koren- en schorsmolen aan de Hoevendijk in de Noord-Brabantse stad Raamsdonksveer (gemeente Geertruidenberg). Het is een flinke ronde stenen stellingmolen.

## Geschiedenis
In Raamsdonksveer was tot 1890 geen windmolen aanwezig; wel was er een rosmolen. De Onvermoeide is de enig overgebleven windmolen van de twee concurrerende molens die op korte afstand van elkaar werden gebouwd; de andere molen heette Zeldenrust en is in 1991 gesloopt. De Onvermoeide was eigendom van de familie Martens, die al in 1900 op motorkracht maalden en al in 1908 met een elektromotor. De Onvermoeide stond eigenlijk al voor de Tweede Wereldoorlog stil. In 1944 explodeerde een granaat op de luizolder, wat veel schade opleverde. De molen werd in 1947 onttakeld en pas aan het eind van de jaren 60 van de 20e eeuw werd een restauratieplan gemaakt. De onderdelen voor de restauratie kwamen uit een gesloopte molen in Rijen, die beter pasten in De Onvermoeide dan in de molen Zeldenrust. De gemeente kocht De Onvermoeide in 1970 aan; de restauratie was in 1974 voltooid. Na de restauratie ging de molen weer draaien, en af en toe ook malen. In 2008 was de molen in een dusdanige toestand dat draaien overantwoord werd en is de molen stilgezet. In 2011/2012 is de molen gerestaureerd en op 1 september 2012 werd de molen weer opnieuw in gebruik gesteld.

## Technische details
De Onvermoeide heeft een vlucht van 26 meter van Oudhollandse vorm.
De molen heeft twee koppel maalstenen en daarnaast een koppel stenen dat vroeger in gebruik was als schorsmolen, maar nu is ingericht als normaal steenkoppel. Een derde koppel, ingericht voor motoraandrijving, is aanwezig; de bijbehorende motor echter niet meer.